# Нонда, Шабани
Шабани́ Кристо́ф Нонда́ (рунди и фр. Shabani Christophe Nonda; род. 6 марта 1977[…], Бужумбура) — конголезский футболист, нападающий. Выступал в национальной сборной Демократической Республики Конго.

## Карьера
Хотя Нонда родился в Бурунди, он имеет гражданство Демократической Республики Конго и сыграл 34 матча за сборную этой страны.
Шабани начинал свою карьеру в клубе «Атлетико Олимпик», выступающем в чемпионате Бурунди. Затем он перебрался в Танзанию, оттуда в Южную Африку, из которой уже попал в Европу, в клуб швейцарской высшей лиги, «Цюрих». В 1998 году он с 24 забитыми голами стал лучшим бомбардиром чемпионата Швейцарии.
Известность пришла к нему после переезда во Францию, где он выступал сначала за «Ренн» (15 млн евро), а затем за «Монако» (18,5 млн евро), в составе которого выиграл кубок лиги в 2003 и дошёл до финала Лиги чемпионов в 2004. За «Монако», где он оказался в 2000 году, Нонда забил 57 мячей. В сезоне 2002/03 он забил в чемпионате 26 голов и стал лучшим бомбардиром чемпионата Франции. Но в самом начале следующего сезона он получил тяжёлую травму колена, из-за которой пропустил большую часть сезона. Следующие два года во Франции Нонда страдал от травм и не демонстрировал прежней выдающейся игры.
В 2005 году он перешёл в «Рому», где должен был стать основным нападающим, однако сезон в Италии для Шабани не удался — он забил всего 4 гола в 16 матчах чемпионата и 2 гола в 5 матчах Кубка УЕФА. 31 августа 2006 году Нонда до конца сезона отправился в аренду с правом выкупа в клуб английской премьер-лиги «Блэкберн Роверс». В Англии Шабани стал любимцем болельщиков и стал набирать прежнюю форму. Всего в английской Премьер-Лиге Нонда забил 7 голов в 26 матчах. По окончании сезона в Англии он вернулся в «Рому».
31 августа 2007 года Нонда перешёл из «Ромы» в турецкий «Галатасарай» за 1,3 млн евро, где составил пару нападающих с ветераном Хаканом Шукюром. В 33 туре он забил решающий гол в ворота «Фенербахче», тем самым сделав свой клуб чемпионом страны. 28 января 2010 года «Галатасарай» принял решение разорвать контракт с Нонда. В феврале 2010 года Нонда принял решение не заключать контрактов с клубами до лета.

## Достижения

### Командные
Янг Африканс
- Обладатель клубного кубка КЕСАФА 1993
- Обладатель Кубка Танзании 1994

Монако
- Обладатель Кубка французской лиги 2003

Рома
- Обладатель Суперкубка Италии: 2007

Галатасарай
- Чемпион Турции 2007/08
- Обладатель Суперкубка Турции: 2008

### Личные
- Лучший бомбардир чемпионата Швейцарии: 1998 (24 гола)
- Лучший бомбардир чемпионата Франции: 2003 (26 голов)